# Pallacanestro agli VIII Giochi del Mediterraneo
Il torneo di pallacanestro ai VIII Giochi del Mediterraneo si è svolto nel 1979 a Spalato, in Jugoslavia.

## Podio
| - | Paese      | Formazione |
| - | ---------- | --- |
|   | Grecia     | GreciaAndritsos, Gkekos, Giannakīs, Karatzoulidīs, Kastrinakīs, Katsoulīs, Kokolakīs, Korōnaios, Paramandīs, Petropoulos, Sakellariou, All. Richard Dukeshire |
|   | Jugoslavia | Jugoslavia4 Gešoski, 5 Marić, 6 Žižić, 7 Poljak, 8 Pavličević, 9 Nakić, 10 Hadžić, 11 Knego, 12 Radovanović, 13 Dukan, 14 Petrović, 15 Delibašić, All. -      |
|   | Egitto     | EgittoAbdelrahman, Abou Zaid, Ahmed, el-Sabbagh, el-Seoudi, el-Gohary, Khaled, Moustafa, Shouman, Soliman, Warda, All. -                                      |